# Félix Bueno Carrera
José Félix Bueno Carrera (Hidalgo del Parral, Chihuahua, México; 20 de noviembre de 1936) es un político chihuahuense miembro del Partido Acción Nacional, exdiputado federal por la vía plurinominal.

## Biografía
Félix Bueno Carrera nació en Hidalgo del Parral el 20 de noviembre de 1936. Estudió una carrera comercial en la Escuela Justo Sierra en Chihuahua Capital de la que se graduó en 1954.
Se afilió al Partido Acción Nacional en 1968, dedicándose a la par a actividades empresariales. En 1979 fue candidato a diputado federal por el Distrito II Federal, perdiendo ante el candidato del Partido Revolucionario Institucional, Jesús Chávez Baeza y en 1980 a la presidencia Municipal de Hidalgo del Parral, perdiendo igualmente contra el priísta Jesus Arzola Cardenas. En 1982, repitió de nueva cuenta como candidato del PAN a diputado federal por el Distrito II Federal, perdiendo por segunda ocasión.
En 1983 contendió como candidato a diputado local por el Distrito II Local, resultando vencedor e integrándose a la LIV Legislatura del Congreso del Estado de Chihuahua, siendo así el primer candidato opositor en ocupar dicho cargo. En 1986 solicitó licencia como diputado para contender por segunda ocasión a la Presidencia Municipal de Hidalgo del Parral, resultando perdedor ante el candidato del Partido Revolucionario Institucional, Alfredo Amaya Medina, al cual se le acusó de fraude, como a la mayoría de los candidatos ganadores en esa elección. Dentro de las manifestaciones en contra del fraude que acusaba el Partido Acción Nacional, se tomó la Presidencia Municipal, impidiendo que el candidato electo realizara sus funciones dentro de la misma, además se realizaron decenas de bloqueos a las carreteras así como a algunos negocios. Ante esta situación, la casa de Bueno Carrera fue baleada, por lo cual Bueno Carrera junto a otros panistas de la ciudad, como Gustavo Villarreal Posada huyeron y solicitaron asilo político en los Estados Unidos, el 22 de agosto de 1986, todo esto luego de que se girara una orden de aprehensión en su contra. Al tiempo, la petición de asilo fue desechada y los panistas volvieron a Parral.
En 1988, fue candidato a diputado federal por el Distrito II Federal por tercera ocasión, resultando perdedor ante el candidato del Partido Revolucionario Institucional, Rafael Chávez Rodríguez. Sin embargo, fue elegido por la vía plurinominal, siendo diputado federal para la LIV Legislatura de 1988 a 1991.